# ولوو باس
ولوو باس (انگلیسی: Volvo Buses) شرکت اتوبوس‌سازی سوئدی است، که در سال ۱۹۶۸ توسط شرکت ولوو تأسیس شد.